# Yuri Stiopkin
Yuri Víktorovich Stiopkin –en ruso, Юрий Викторович Стёпкин– (Kursk, 15 de octubre de 1971) es un deportista ruso que compitió en judo.
Participó en los Juegos Olímpicos de Sídney 2000, obteniendo una medalla de bronce en la categoría de –100 kg. Ganó dos medallas en el Campeonato Europeo de Judo, oro en 2000 y bronce en 1998.

## Palmarés internacional
| Juegos Olímpicos   | Juegos Olímpicos    | Juegos Olímpicos  | Juegos Olímpicos |
| Año                | Lugar               | Medalla           | Categoría        |
| ------------------ | ------------------- | ----------------- | ---------------- |
| 2000               | Sídney (Australia)  | Medalla de bronce | –100 kg          |
| Campeonato Europeo |                     |                   |                  |
| Año                | Lugar               | Medalla           | Categoría        |
| 1998               | Oviedo (España)     | Medalla de bronce | –100 kg          |
| 2000               | Breslavia (Polonia) | Medalla de oro    | –100 kg          |